# Les Reed
Pour les articles homonymes, voir Reed.
Leslie Reed, dit Les Reed, est un compositeur britannique, né le 24 juillet 1935 à Woking (Surrey) et mort le 15 avril 2019.

## Biographie
Leslie David Reed est né et a grandi à Woking, dans le Surrey. À l'âge de quatorze ans, il était un musicien accompli, jouant du piano, de l'accordéon et du vibraphone. Il a étudié au London College of Music avant de rejoindre le groupe Willis Reed, avec lequel il a effectué une tournée pendant quatre ans. Ayant été appelé pour le service national, il a joué du piano et de la clarinette dans la fanfare militaire Royal East Kent.
En 1959, Reed rejoint le John Barry Seven en tant que pianiste. Au milieu des années 1960, il entame avec Geoff Stephens un partenariat fructueux en composition de chansons, qui débouchera sur des succès tels que Tell Me When, un succès pour The Applejacks ; Le voilà encore pour The Fortunes ; Laisse un peu d'amour pour Lulu ; et Il y a une sorte de silence, un succès pour Herman's Hermits en 1967. En 1964, Reed écrivit Ce n'est pas inhabituel avec Gordon Mills, ancien membre du groupe Vicomte et gestionnaire de Tom Jones, qui donna à Jones un numéro un au Royaume-Uni. Reed a également arrangé et joué du piano sur la chanson. 
À peu près à la même époque, Reed a noué un nouveau partenariat avec Barry Mason. Ils ont écrit une chanson pour Kathy Kirby, Je vais essayer de ne pas pleurer, dans le cadre de A Song for Europe 1965, le concours de la BBC visant à choisir la candidature du Royaume-Uni au concours Eurovision de la chanson de cette année à Naples. La chanson a été battue par I Belong. Ils ont eu un succès de 1967 dans Everybody Knows de The Dave Clark Five - qui a également enregistré une suite de Reed / Mason - et un autre succès en 1968 avec Delilah, encore une fois un hit du top 10 pour Tom Jones. Delilah a été écrit à l'origine pour P. J. Proby, puis repris par The Sensational Alex Harvey Band en 1975. Reed et Mason ont également écrit The Last Waltz, qui est devenu en septembre 1967 le numéro un des ventes au Royaume-Uni pour Engelbert Humperdinck. Mason et Reed ont écrit Who's Doctor Who, une chanson de nouveauté enregistrée par la vedette du Doctor Who, Frazer Hines, en 1967, sans succès toutefois. En 1968, le duo marque un autre succès britannique avec l'enregistrement de I Pretend par Des O'Connor. La même année, J'ai mes yeux sur toi, écrit par Reed et Jackie Rae, a été enregistré par Petula Clark, Ray Conniff, P. J. Proby et The Vogues. Après la version originale de Petula Clark, Connie Francis a enregistré Kiss Me Goodbye sur son album Connie Francis Sings The Songs de Les Reed, dans lequel Reed était le producteur et le pianiste, l'album est sorti en novembre 1969.
En 1970, l'orchestre de Reed a enregistré Man of Action, qui a été utilisé comme thème pour Radio North Sea International jusqu'en 1974. Il est également responsable de la composition du groupe Marching on Together (aka "Leeds! Leeds! Leeds!"), l'hymne du Leeds United FC. En 1971, When There No You de Reed et Jackie Rae a été enregistré par Englebert Humperdinck et est devenu le deuxième des quatre numéros un sur le tableau américain Easy Listening, atteignant le numéro un en avril 1971.
Lors du Tokyo Music Festival de 1973, Reed et Stephens ont remporté le Silver Star de Sandy Sandy, tandis qu'en 1977, Reed et Tony Macaulay ont triomphé au Concours international de la chanson à Majorque avec You and I. Reed et Roger Greenaway ont reçu le Grand Prix Award à Séoul pour Everytime You Go. Les chansons de Reed ont été enregistrées par Elvis Presley (Girl of Mine, Sylvia et This is Our Dance), Shirley Bassey (Est-ce que tout le monde me manque), Mireille Mathieu (Les Bicyclettes de Belsize, Sometimes, Une rose au cœur de l'hiver, entre autres) et Bing Crosby (C'est ce que la vie est vraiment).
Parmi ses compositions de film, figurent The Girl on a Motorcycle (1968), The Bushbaby (1969), One More Time (1970), George et Mildred (1980), Creepshow 2 (1987) et Parting Shots (1999).

## Chansons
- 1965 : It's Not Unusual
- 1967 : The Last Waltz
- 1978 - Delilah

## Filmographie comme compositeur
- 1968 : La Motocyclette (Girl on a Motorcycle)
- 1969 : The Bushbaby
- 1970 : One More Time
- 1980 : George and Mildred
- 1987 : Creepshow 2
- 1999 : Parting Shots